# 룽에어
룽에어(영어: Loong Air, 중국어: 长龙航空)는 중화인민공화국의 화물 항공사이자 여객 항공사로 본사는 중화인민공화국 항저우에 위치해 있으며 2012년에 저장룽 항공(영어: Zhejiang Loong Airlines Co. Ltd)설립 했으며 2013년에 최초로 여객 운송을 담당하기 시작했다. 또한 사용하고 있는 허브 공항으로 항저우 샤오산 국제공항이 있다.

## 운항 노선
- 여객 노선만 운영할 경우는 아무것도 쓰지않음, 화물 노선만 운영할 경우는 화물, 동시에 취항할 경우는 동시 취항, 그 외 계절편, 전세편 등은 계절편, 전세편등 씀.

## 보유 기종
- 2019년 10월 기준으로 룽에어는 다음과 같은 기종을 보유하고 있으며 평균 기령은 6.3년이다.[25]